# دانته کوردووا بلانکو
دانته کوردووا بلانکو (به اسپانیایی: Dante Córdova Blanco) (زاده ۳ ژوئن ۱۹۴۳ در لیما) سیاست‌مدار اهل پرو است. وی از ۲۷ ژوئیه ۱۹۹۵ تا ۳ آوریل ۱۹۹۶ نخست‌وزیر این کشور بود.